# اسلام‌آباد (بروجرد)
اسلام‌آباد روستایی است در شهرستان بروجرد در استان لرستان. این روستا در دهستان شیروان در بخش مرکزی این شهرستان قرار دارد.